# 御定佩文韻府
《御定佩文韻府》一〇六卷，清張玉書等奉敕編撰。
康熙四十三年（1704年），諭令張玉書、陳廷敬、李光地等七十六人編纂的一本韻母詞典。成書於康熙五十年（1711年），“佩文”是康熙帝的書齋名，該書因此得名。康熙五十五年四月（1716年）又諭令王掞、王頊齡等人，就《佩文韻府》未收錄的詞藻或是未引用的文獻資料再加以補充。康熙五十九年（1720）編成《韻府拾遺》，以補《佩文韻府》的遺漏，卷數也是一〇六卷，附刻於《佩文韻府》之後。《拾遺》的編輯體例與《佩文韻府》相同，分為「補藻」和「補注」兩欄。乾隆年間修《四庫全書》時，因病其原書篇頁繁重，改為四百四十四卷，是《四庫全書》中收錄最多的著作。
《佩文韻府》是在元代陰時夫《韻府群玉》和明代凌稚隆《五車韻瑞》的基礎上增補而成，是中國依韻排列規模最大的詞典，全書收單字一萬九千多個，典故大約有五十多萬條，任何文章典故均輯錄於此書。每個韻部排列同韻部的字，在字下列出以此字收尾的詞。書中以單字統詞語，按《平水韻》一〇六韻排列；每字的字頭下，用反切注音，之後簡括地訓釋及標明出處。收词又分“韵藻”、“增”、“对语”、“摘句”四类，凡是《韵府群玉》、《五车韵瑞》已收录的就称“韵藻”。
自頒布《佩文韻府》以來，該書成為科舉考試時詩文用韻的標準。但《佩文韻府》篇帙浩繁，價格不菲，窮學生根本無力購置，而且不易攜帶亦是其缺點，所以有簡版《詩韻集成》的出現。《佩文韻府》引文只列作者名字，多无书名、篇名，增加了查詢的难度。另外，《佩文韻府》所據資料多由其他類書輾轉鈔録而來，核书不精、错讹杂出，因此錯誤甚多，大大降低其實用性。《佩文韻府》編纂的同時也編纂了《駢字類編》。

## 參閲
- 《駢字類編》